# Huntington (Virginia Occidental)
Huntington es una ciudad del estado de Virginia Occidental, en los Estados Unidos. Su población era de 49.138 habitantes en 2010. Es la sede del condado de Cabell. Está ubicada a la ribera del río Ohio.

## Geografía

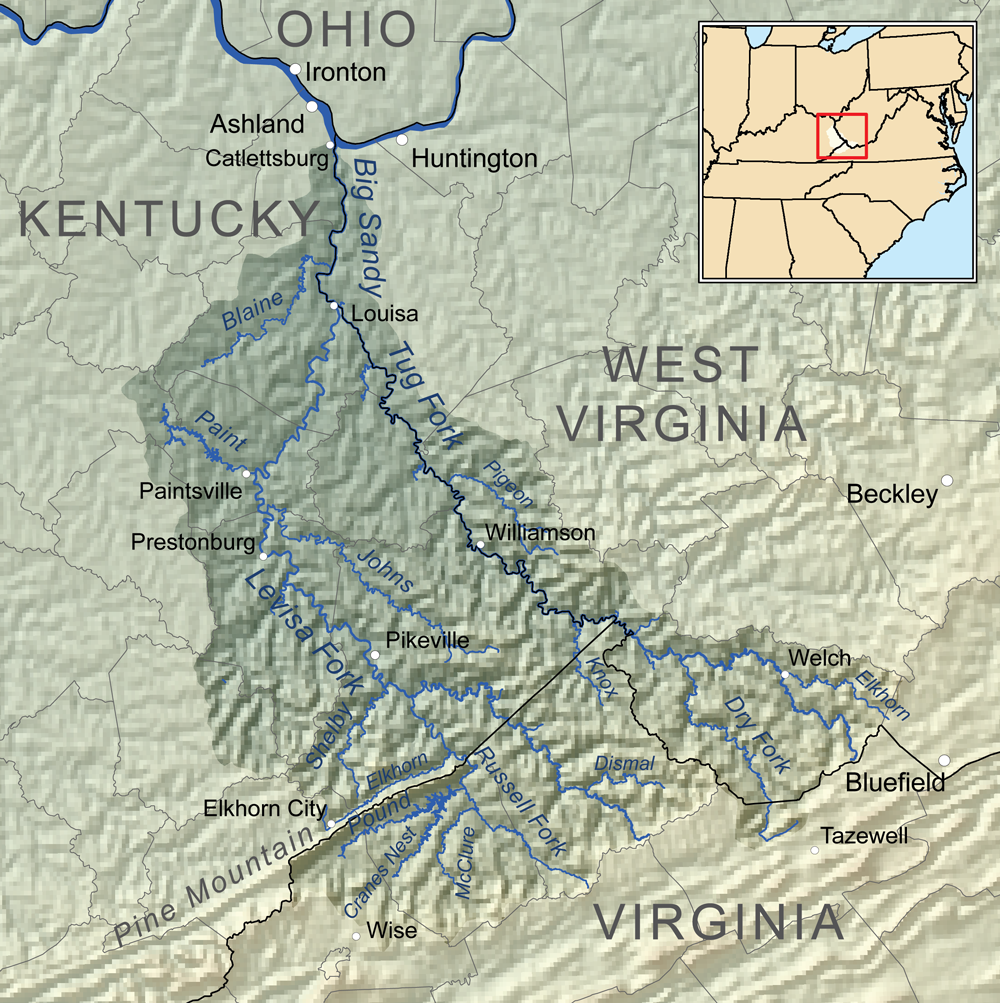
Mapa del río Big Sandy en el que aparece arriba Huntington

Huntington está situada en las coordenadas 38°25′15″N 82°25′25″O / 38.42083, -82.42361, al noreste del estado, sobre la orilla sur o izquierda del río Ohio que la separa de Ohio. De acuerdo con la Oficina del Censo de los Estados Unidos, la ciudad tiene un área total de 46,6 km². 41,2 km² son de tierra y 5,4 km² son agua.